# Pseudopimelodidae
Famille
Les Pseudopimelodidae (en français Pseudopimelodidés) sont une famille de poissons-chats d'eau douce originaire d'Amérique du Sud,. Certaines de ces poissons sont populaires en aquariophilie.

## Répartition
La famille des Pseudopimelodidae se limite aux eaux douces d'Amérique du Sud. Ces poissons-chats se retrouvent à partir de la rivière Atrato en Colombie, jusqu'en Argentine, dans le Río de la Plata.

## Liste des genres
Selon World Register of Marine Species (9 février 2021) :
- genre Batrochoglanis Gill, 1858
- genre Cephalosilurus Haseman, 1911
- genre Cruciglanis Ortega-Lara & Lehmann A., 2006
- genre Lophiosilurus Steindachner, 1876
- genre Microglanis Eigenmann, 1912
- genre Pseudopimelodus Bleeker, 1858

## Publication originale
- (es) Agustín Fernández-Yepez et Julio R Antón, Estudio (análisis) ictiológico "Las Majaguas": hoyas de los ríos "Cojedes - Sarare", Edo. Portuguesa, Min. de Obras Públ., Dir. de Obras Hidrául., Sistema de Riego ..., 1966 (OCLC 253057682, lire en ligne)[2]